# Stoni

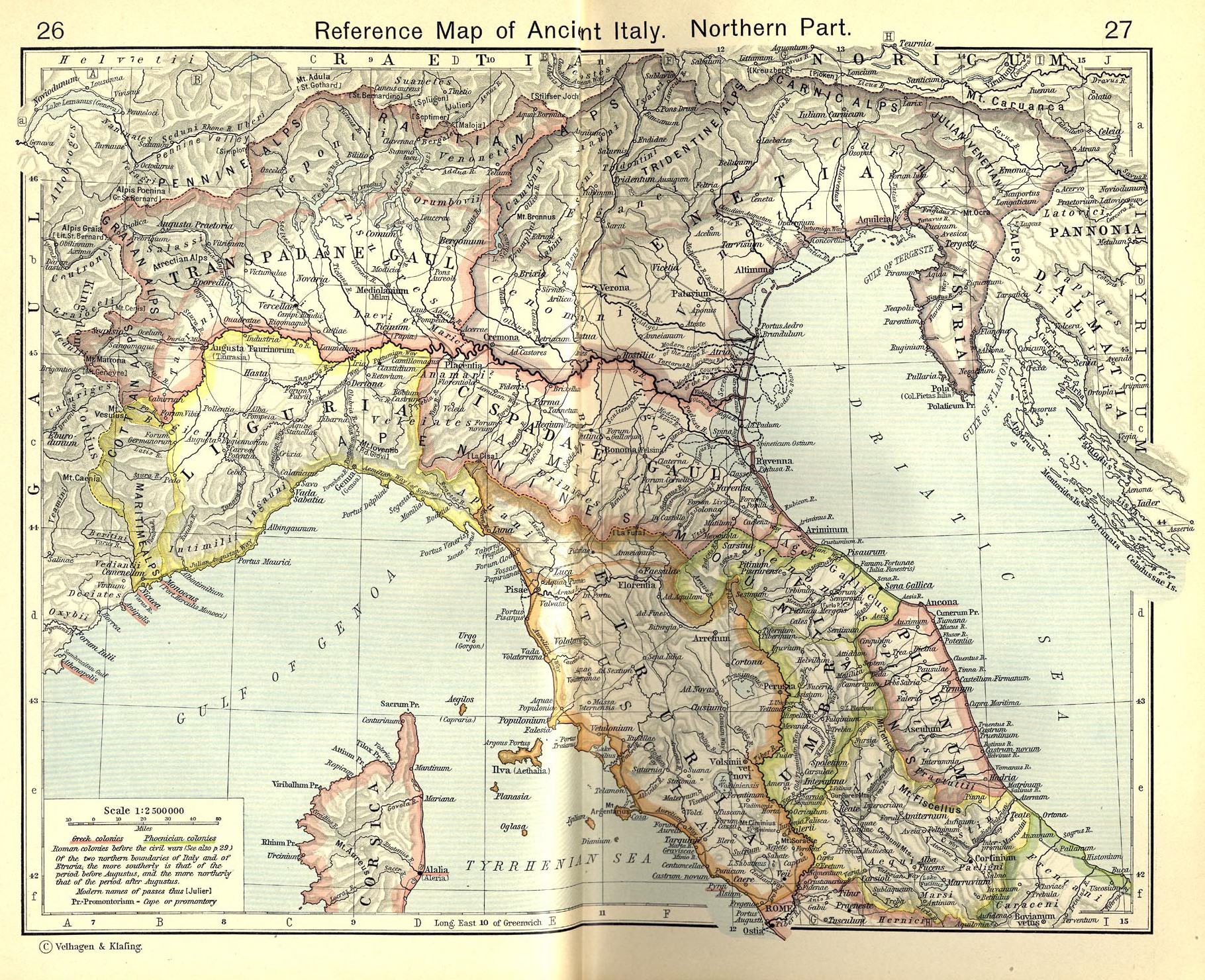
L'Italia centro-settentrionale secondo lHistorical Atlas con gli Stoeni nella sezione nord-orientale della Venetia

Gli Stoni o Stoeni in letteratura detti anche  Styni o Steoni furono un popolo dell'Italia antica, sottoclasse degli Euganei, stanziato per alcuni ricercatori fin dal 1500 a.C. nelle alpi nell'area geografica presumibile della Valle del Chiese, Valli Giudicarie e Basso Sarca in Trentino, parte del Monte Baldo nel veronese, della Val Sabbia e Val Vestino in provincia di Brescia. Gli Stoni furono sconfitti in armi e assoggettati dai Romani nel 118 a.C.

## Storia

### Le origini
Lo storico romano Plinio il Vecchio, rifacendosi a Catone, affermava che gli Euganei si dividevano in tre stirpi, i Triumpilini (Val Trompia), i Camuni (Val Camonica) e gli Stoni. Questi ultimi, sempre per Plinio, erano "caput", ossia posti a capo, degli Euganei ed abitanti nelle alpi Graie mentre nei Fasti trionfali capitolini del 117 a.C. sono indicati come "Ligures". Quindi si può ritenere con una certa probabilità la pertinenza degli Euganei ai Liguri come un ramo degli antichi Liguri traspadani, anche se gli archeologi e gli storici non sono ancora in grado di fornire con certezza una connotazione etnica generale delle popolazioni che abitavano in epoca preromana l'area dei laghi lombardi e la pianura prospiciente. 
La storiografia moderna concorda nell'indicare la Valle delle Giudicarie, del Sarca, Val Vestino e la Valle Sabbia come il territorio occupato dagli Stoni fin dal 1500 a.C. mentre autori come Antonio Zieger avanzano dubbi su tale dislocazione pur non indicando con certezza un altro areale stanziale.
Secondo le tesi avanzate da alcuni storici dell'Ottocento il villaggio-capitale degli Stoni era Stonos che corrisponderebbe per Federico Odorici e Scipione Maffei all'attuale Vestone, mentre per altri, tra questi Filippo Cluverio, a Storo o a Stenico.  Dal nome del popolo degli Stoni deriverebbe lo stesso toponimo di Vestone, ma anche Bostone frazione di Villanuova sul Clisi, Stonico in Val Rendena, monte Stino e Val Vestino. 

#### Gli Stoni nelle fonti classiche
Nel 118 a.C. Quinto Marcio Re effettuò contro di loro una spedizione punitiva ricordata nei Fasti triumphales: 
de Liguribus Stoeneis III Non(as) De[c(embres)]»
(AE 1930, 00060)
Lo storico greco Strabone (58 a.C. - 21/25 d.C.) li descrive così:
(Strabone Geografia IV, 6.6 - Libro completo)
Secondo lo storico romano Plinio il Vecchio (23 d.C. - 79 d.C.) gli Stoni appartenevano alla stirpe degli Euganei:
(Plinio il Vecchio, III, 134-135)

#### I contatti con i Celti e la conquista romana
Verso il 500 a.C. i Galli Cenomani, insediati stabilmente nell'attuale bassa Lombardia orientale e nel basso Veneto occidentale, ossia nel territorio compreso tra il fiume Adige e l'Adda, risalirono alla conquista delle valli alpine combattendo contro le popolazioni indigene. A loro si opposero fieramente gli Stoni. Ne deve essere seguita una convivenza inizialmente difficile, che portò lentamente a una popolazione abbastanza omogenea, tanto che i Romani li identificano con l'unica denominazione di Reti. 
Nel 118 a.C. nel contesto della conquista della Gallia cisalpina il console Quinto Marcio Re condusse una campagna repressiva contro i Liguri Stoni che portò allo sterminio di questa etnia. Quindi gli Stoni, che probabilmente si erano ribellati all'alleanza romana o avevano condotto razzie nei territori soggetti ai nuovi colonizzatori, furono una delle prime tribù alpine contro le quali furono volte le armi dei romani. Secondo lo storico latino Paolo Orosio il combattimento fu molto aspro da entrambe le parti e gli Stoni, circondati, pur di non cadere prigionieri del nemico uccisero prima donne e bambini poi diedero fuoco alle loro case e si suicidarono con le proprie armi o lanciandosi nelle fiamme. 
Nell'89 a.C. il console Gneo Pompeo Strabone, con la Lex Pompeia de Transpadanis, concesse ai popoli "Transpadani" il diritto latino.
Nel 49 a.C., Giulio Cesare concesse ai "Transpadani" con la lex Roscia, proposta dal pretore Lucio Roscio Fabato, la cittadinanza romana e a Brixia (Brescia) il diritto di Municipio con l'iscrizione alla tribù dei Fabii. Anche le Giudicarie, la valle del Basso Sarca, il Lomaso e la Valle del Chiese furono ascritti alla tribù dei Fabii di Brescia (o tribù Fabia).
Nel contesto delle campagne di conquista sotto Augusto di Rezia e arco alpino, condotte dai suoi generali Druso maggiore e Tiberio (il futuro imperatore) contro i popoli alpini tra il 16 e il 15 a.C., furono assoggettate a Roma alcune popolazioni limitrofe agli Stoni: i Trumplini, i Camuni ed altre ricordate nel Trofeo delle Alpi.

### Fonti primarie
- Plinio il Vecchio, Naturalis Historia
- Strabone, Geografia
- Tito Livio, Ab Urbe condita libri

### Letteratura storiografica
- Federico Odorici, Storie Bresciana, dai primi tempi sino all'età nostra, Brescia, 1856.
- Ugo Vaglia, Storia della Valle Sabbia, Brescia, Tipolitografia Fratelli Geroldi, 1964.
- Scipione Maffei, Verona illustrata, Verona 1825.
- Francesco Molon, Sui popoli antichi e moderni dei sette comuni del vicentino, Vicenza 1881.
- Carlo Troya, Storia d'Italia del medio-evo, Napoli 1839.
- Stanislao Bardetti, De' primi abitatori dell'Italia: opera postuma, Modena 1769.
- Aldo Gorfer, Le valli del Trentino - Trentino Occidentale, Manfrini, Calliano (Tn), 1975.
- Archivio storico italiano, La storia d'Italia, tomo III, Firenze 1846.
- Girolamo Francesco Serra, La storia della antica Liguria e di Genova, Canton Ticino 1735.
- André Piganiol, Le conquiste dei romani. Fondazione e ascesa di una grande civiltà, 2010.
- Jacopo Filiasi, Memorie storiche de' Veneti primi e secondi del cittadino Giacomo Filiasi, tomo quarto, 1797.
- Philipp Clüver, Italia antiqua, 1624.